# 밤나비 (1969년 영화)
"밤나비"는 1969년 공개된 대한민국의 영화이다.

## 배역
- 고은아
- 김지수
- 유미
- 성일남